# Gilles Panizzi
Gilles Panizzi (*19. září 1965, Roquebrune-Cap-Martin) je francouzský rallyový jezdec .

## Kariéra
Panizzi jezdil v MS v rallye za tovární tým Peugeot v letech 1999 až 2003, mezi lety 2004 a 2005 pak za Mitsubishi. V roce 2006 jezdil za tým Red Bull Škoda. Navigoval jej jeho bratr Hervé.

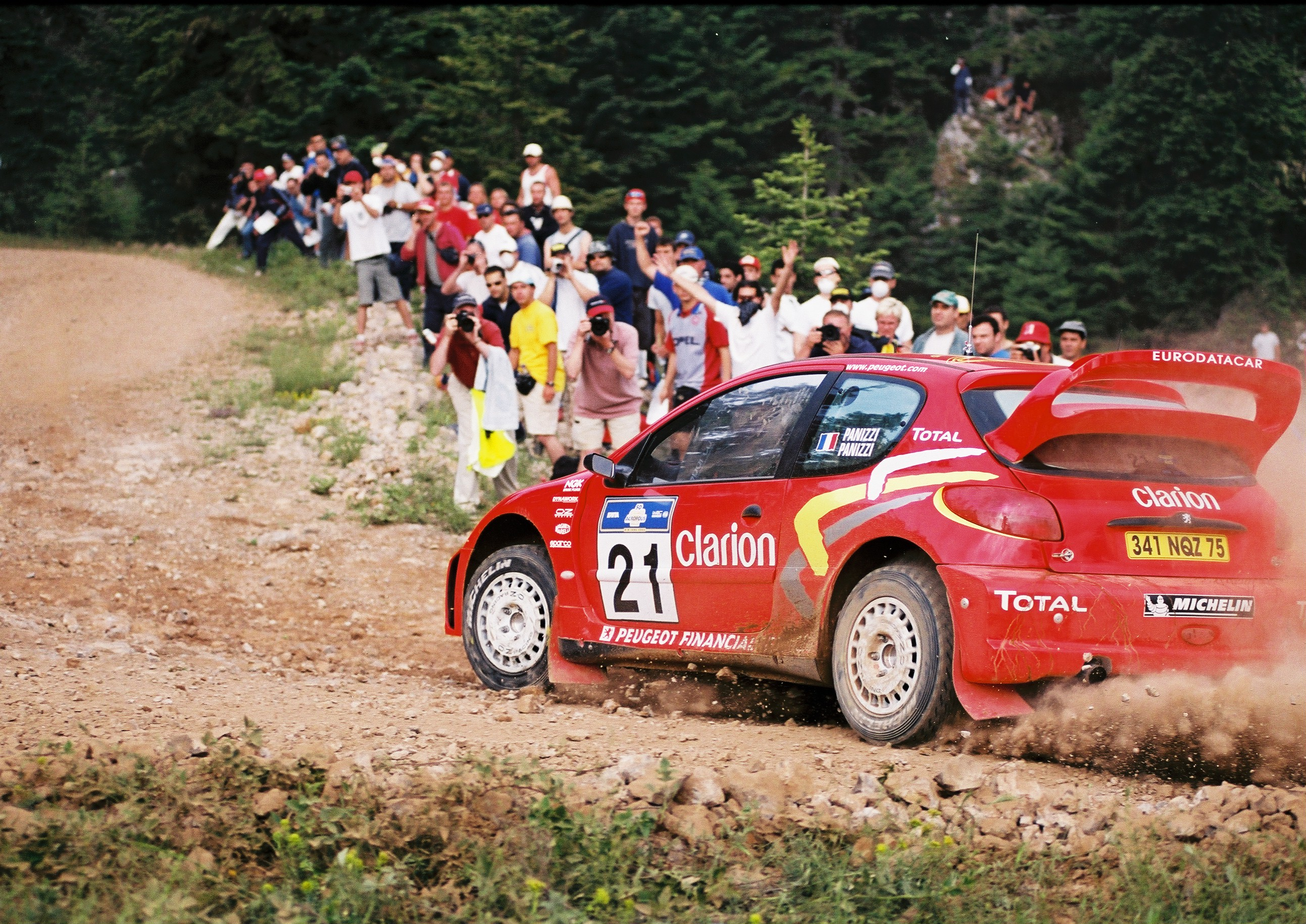
Bratři Panizziové s vozem Peugeot 206 WRC v barvách Bozian Racing na Acropolis rallye (2003)

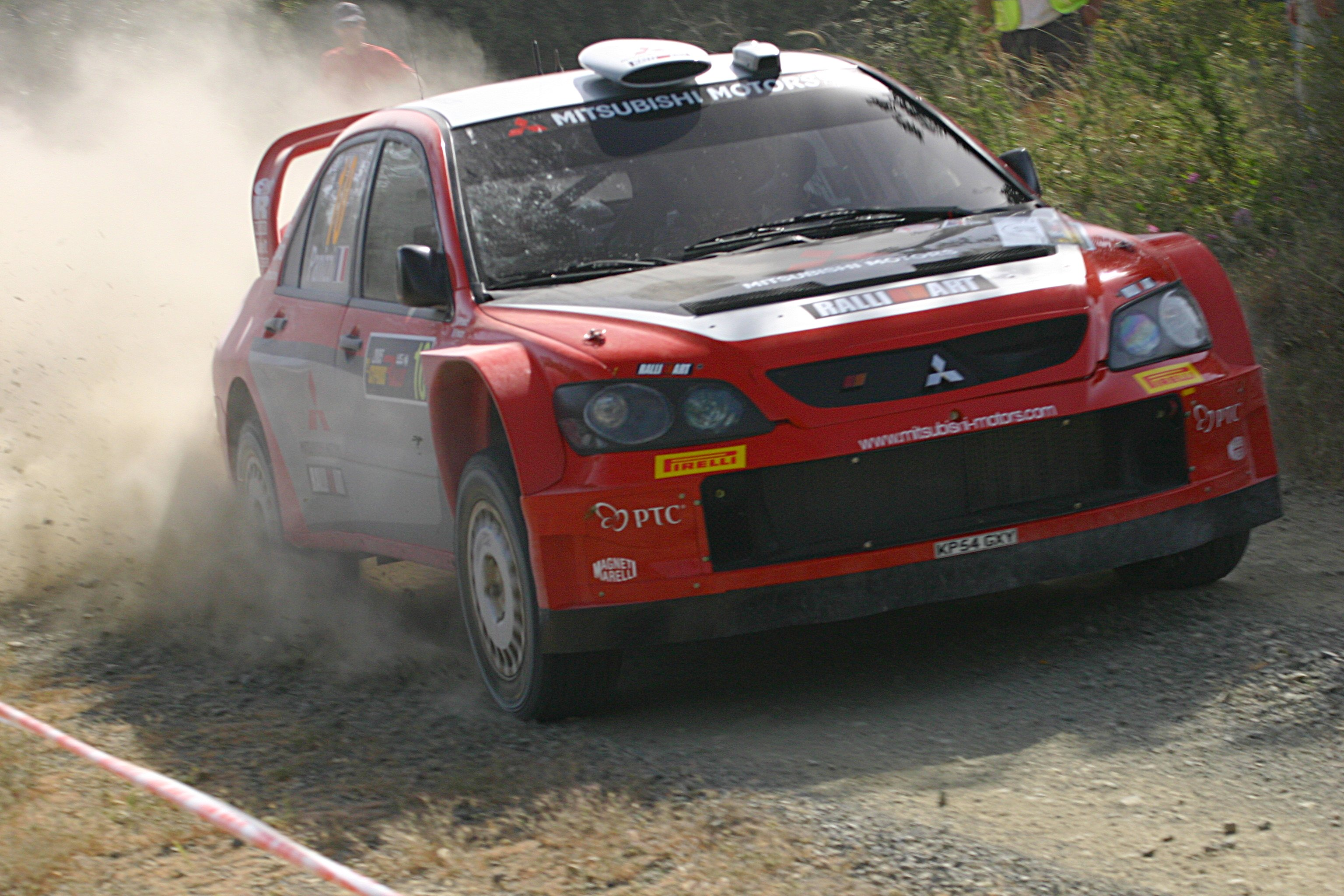
Panizzi s Mitsubishi na Kyperské rallye (2005)

Panizzi byl považován za specialistu na asfalt a podle toho týmy využívaly jeho služeb.
V závodech Race of Champions (ROC), resp. ROC Nations' Cup obsadil v roce 2000, spolu se svými kolegy v týmu Francie Régisem Laconim a Yvanem Mullerem, první místo. V roce 2003, s pilotem F1 Cristiano da Mattou a jezdcem MotoGP Fonsi Nietem, podruhé vyhrál v jejich All-Star týmu týmový závod na Race of Champions .

## Úspěchy
Gilles v letech 1996 a 1997 získal titul mistra Francie.

### Výhry v MS v rallye
| # | Soutěž                                              | Rok  | Navigátor     | Vůz             | Tým                    |
| - | --------------------------------------------------- | ---- | ------------- | --------------- | ---------------------- |
| 1 | 44ème V-Rally Tour de Corse - Rallye de France      | 2000 | Hervé Panizzi | Peugeot 206 WRC | Peugeot Esso           |
| 2 | 42º Rallye Sanremo - Rallye d'Italia                | 2000 | Hervé Panizzi | Peugeot 206 WRC | Peugeot Esso           |
| 3 | 43º Rallye Sanremo - Rallye d'Italia                | 2001 | Hervé Panizzi | Peugeot 206 WRC | Peugeot Total          |
| 4 | 46ème Rallye de France - Tour de Corse              | 2002 | Hervé Panizzi | Peugeot 206 WRC | Peugeot Total          |
| 5 | 38º Rallye Catalunya-Costa Brava (Rallye de España) | 2002 | Hervé Panizzi | Peugeot 206 WRC | Peugeot Total          |
| 6 | 44º Rallye Sanremo - Rallye d'Italia                | 2002 | Hervé Panizzi | Peugeot 206 WRC | Peugeot Total          |
| 7 | 39º Rallye Catalunya-Costa Brava (Rallye de España) | 2003 | Hervé Panizzi | Peugeot 206 WRC | Marlboro Peugeot Total |

## Výsledky

### MS v rallye
| Rok  | Tým                    | Vůz                      | 1       | 2       | 3       | 4       | 5       | 6       | 7       | 8      | 9      | 10      | 11    | 12    | 13      | 14      | 15     | 16  | PJ  | Body |
| ---- | ---------------------- | ------------------------ | ------- | ------- | ------- | ------- | ------- | ------- | ------- | ------ | ------ | ------- | ----- | ----- | ------- | ------- | ------ | --- | --- | ---- |
| 1990 | Gilles Panizzi         | Lancia Delta Integrale   | MON 16  | POR     | KEN     | FRA     | GRE     | NZL     | ARG     | FIN    | AUS    | ITA     | CIV   | GBR   |         |         |        |     | NC  | 0    |
| 1993 | Gilles Panizzi         | Peugeot 106 XSi          | MON     | SWE     | POR     | KEN     | FRA Ret | GRE     | ARG     | NZL    | FIN    | AUS     | ITA   | ESP   | GBR     |         |        |     | NC  | 0    |
| 1995 | Peugeot Sport          | Peugeot 306 S16          | MON     | SWE     | POR     | FRA 12  | NZL     | AUS     | ESP     | GBR    |        |         |       |       |         |         |        |     | NC  | 0    |
| 1997 | Peugeot Sport          | Peugeot 306 Maxi         | MON     | SWE     | KEN     | POR     | ESP 3   | FRA 3   | ARG     | GRE    | NZL    | FIN     | IDN   | ITA   | AUS     | GBR     |        |     | 10. | 8    |
| 1998 | Peugeot Sport          | Peugeot 306 Maxi         | MON 9   | SWE     | KEN     | POR     | ESP 6   | FRA 4   | ARG     | GRE    | NZL    |         | ITA 5 | AUS   |         |         |        |     | 12. | 6    |
| 1998 | Gilles Panizzi         | Peugeot 106 Rallye       |         |         |         |         |         |         |         |        |        | FIN 35  |       |       |         |         |        |     | 12. | 6    |
| 1998 | Gilles Panizzi         | Subaru Impreza WRX       |         |         |         |         |         |         |         |        |        |         |       |       | GBR Ret |         |        |     | 12. | 6    |
| 1999 | Gilles Panizzi         | Subaru Impreza WRC 98    | MON Ret | SWE     | KEN     | POR     | ESP     |         |         |        |        |         |       |       |         |         |        |     | 10. | 6    |
| 1999 | Peugeot Esso           | Peugeot 206 WRC          |         |         |         |         |         | FRA Ret | ARG     | GRE    | NZL    | FIN 33  | CHN   | ITA 2 | AUS     | GBR 7   |        |     | 10. | 6    |
| 2000 | Peugeot Esso           | Peugeot 206 WRC          | MON Ret | SWE     | KEN Ret | POR     | ESP 6   | ARG     | GRE     | NZL    | FIN    | CYP     | FRA 1 | ITA 1 | AUS Ret | GBR 8   |        |     | 7.  | 21   |
| 2001 | Peugeot Total          | Peugeot 206 WRC          | MON Ret | SWE     |         | ESP 2   | ARG     |         |         |        |        |         | ITA 1 | FRA 2 | AUS 9   |         |        |     | 8.  | 22   |
| 2001 | H.F. Grifone SRL       | Peugeot 206 WRC          |         |         | POR 12  |         |         | CYP Ret | GRE Ret | KEN    | FIN 14 | NZL     |       |       |         | GBR Ret |        |     | 8.  | 22   |
| 2002 | Peugeot Total          | Peugeot 206 WRC          | MON 7   |         | FRA 1   | ESP 1   | CYP 10  | ARG Ret |         | KEN 6  | FIN    | GER     | ITA 1 | NZL 7 | AUS     |         |        |     | 6.  | 31   |
| 2002 | Bozian Racing          | Peugeot 206 WRC          |         | SWE 16  |         |         |         |         | GRE Ret |        |        |         |       |       |         | GBR 11  |        |     | 6.  | 31   |
| 2003 | Marlboro Peugeot Total | Peugeot 206 WRC          | MON Ret | SWE     |         |         |         |         |         | GER 10 | FIN    | AUS     | ITA 2 | FRA 6 | ESP 1   |         |        |     | 10. | 27   |
| 2003 | Bozian Racing          | Peugeot 206 WRC          |         |         | TUR 5   | NZL     | ARG     | GRE 7   | CYP Ret |        |        |         |       |       |         | GBR Ret |        |     | 10. | 27   |
| 2004 | Mitsubishi Motors      | Mitsubishi Lancer WRC 04 | MON 6   | SWE Ret | MEX 8   | NZL Ret | CYP Ret | GRE 10  | TUR Ret | ARG 7  | FIN 11 | GER Ret | JPN   | GBR   | ITA     | FRA     | ESP 12 | AUS | 13. | 6    |
| 2005 | Mitsubishi Motors      | Mitsubishi Lancer WRC 05 | MON 3   | SWE     | MEX 8   | NZL     | ITA     | CYP 11  | TUR     | GRE    | ARG    | FIN     | GER   | GBR   | JPN 11  | FRA Ret | ESP    | AUS | 15. | 7    |
| 2006 | Red Bull Škoda         | Škoda Fabia WRC          | MON 10  | SWE     | MEX     | ESP 10  | FRA     | ARG     | ITA     | GRE    | GER    | FIN     | JPN   | CYP   | TUR     | AUS     | NZL    | GBR | NC  | 0    |

### iRC
| Year | Entrant            | Car                     | 1   | 2   | 3     | 4   | 5   | 6   | 7     | 8   | 9   | 10     | 11  | 12  | Pos. | Points |
| ---- | ------------------ | ----------------------- | --- | --- | ----- | --- | --- | --- | ----- | --- | --- | ------ | --- | --- | ---- | ------ |
| 2006 | Gilles Panizzi     | Renault Clio S1600      | RSA | YPR | MAD 6 | ITA |     |     |       |     |     |        |     |     | 19.  | 3      |
| 2007 | Racing Lions SRL   | Peugeot 207 S2000       | KEN | TUR | BEL   | RUS | POR | CZE | ITA 7 | SWI | CHI |        |     |     | 40.  | 2      |
| 2010 | Proton R3 Malaysia | Proton Satria Neo S2000 | MON | BRA | ARG   | CAN | ITA | BEL | AZO   | MAD | CZE | ITA 20 | SCO | CYP | NC   | 0      |